# Organisation révolutionnaire des travailleurs
L'Organisation révolutionnaire des travailleurs (en espagnol Organización Revolucionaria de Trabajadores, ORT) est un parti politique espagnol d’extrême gauche fondé en 1969.
D’idéologie maoïste, l’ORT avait ses bastions au Pays basque, en Estrémadure, à La Rioja et à Madrid.

## Histoire
L’Organisation révolutionnaire des travailleurs (ORT) est créée en 1969 à Madrid. Une part importante de ses militants est alors originaire des milieux ouvriers catholiques radicalisés au sein du syndicat chrétien Acción Sindical de Trabajadores.
L’ORT va à partir de 1970 se doter d’un journal intitulé En Lucha (En Lutte) qui sera complété quatre ans plus tard par la revue théorique El Militante (Le Militant).
En 1974, l’ORT adopte définitivement sa ligne idéologique en se définissant comme maoïste.  Une organisation de jeunesse baptisée Unión de Juventudes Maoístas (UJM, Union des Jeunesses Maoïstes) est constituée en 1975. En 1976 l’UJM se dote de sa propre publication intitulée Forja Comunista (Forge Communiste).
L’ORT appelle à l’abstention lors du referendum de 1976 sur la loi pour la réforme politique, estimant que participer à ce referendum consistait à appuyer le fascisme (« Votar sí, votar no, es lo mismo. Votar en el referéndum es apoyar al fascismo » En Lucha no 125, 29 novembre 1976).
En juin 1977 se tiennent les premières élections générales de la transition démocratique. N’ayant pas obtenu sa légalisation à temps, l’ORT se présente sous la bannière de l’Agrupación Electoral de los Trabajadores (Regroupement électoral des travailleurs) et recueille 77 575 voix soit 0,42 % des suffrages. La même année, l’ORT impulse la création d’une organisation syndicale : le Sindicato Unitario (Syndicat Unitaire).
Pour les élections générales de mars 1979, l’ORT, désormais légalisée, se présente sous son nom propre et obtient 127 517 voix soit 0,71 % des suffrages. 

Au mois d’avril se tiennent les élections municipales qui permettent à l’ORT d’obtenir 33 conseillers. À l’occasion de ces élections locales, l’ORT présente à plusieurs reprises des listes communes avec le Partido del Trabajo de España (PTE, Parti du travail d’Espagne), une autre formation maoïste avec qui elle a entamé un processus de fusion.

Ce rapprochement avec le PTE se concrétise au mois de juillet lorsque les deux organisations fusionnent pour donner naissance au Partido de los Trabajadores de España (PTE-ORT).